# بیماری آلزایمر
آلزایمر یک بیماری زوال عصبی است که معمولاً به کندی آغاز می‌شود و به تدریج رو به وخامت می‌رود. آلزایمر علت بروز ۶۰ تا ۷۰٪ موارد دمانس است. رایج‌ترین علامت ابتدایی این بیماری، اختلال در حافظه کوتاه‌مدت و مشکل در به یاد آوردن اتفاقات اخیر است. با پیشرفت بیماری آلزایمر، علائم آن می‌تواند شامل مشکلات زبانی، مشکل در آگاهی از موقعیت (گم‌شدن)، نوسان خلقی، از دست دادن انگیزه، اهمال و بی‌توجهی نسبت به خود و مشکلات رفتاری باشد. این بیماری بسیاری از خصوصیات رفتاری و هیجانی افراد را نیز تحت تأثیر قرار داده و سبب بروز ناراحتی‌هایی از قبیل علائم افسردگی (شامل فقدان احساس لذت، بی‌قراری، افسردگی، کاهش اشتها و وزن، عدم وجود تمرکز و احساس گناه)، علائم روانی (شامل توهم، هذیان و سوءظن) و نیز رفتارهایی مثل آشفتگی، سرگردانی، پرخاشگری و خشونت در این بیماران می‌شود. با وخیم‌شدن آلزایمر، بیمار معمولاً از خانواده و جامعه کناره‌گیری می‌کند. به‌تدریج فعالیت‌های بدنی از دست می‌رود که در نهایت منجر به مرگ می‌شود. هرچند سرعت پیشرفت آلزایمر می‌تواند متفاوت باشد اما امید به زندگی معمول پس از تشخیص بیماری، ۳ تا ۹ سال است.
علت بیماری آلزایمر چندان شناخته‌شده نیست. عوامل ریسک محیطی و ژنتیک مختلفی با ایجاد این بیماری مرتبط شده‌است. قوی‌ترین عامل ریسک ژنتیک این بیماری، ناشی از الل آپولیپوپروتئین ایی است. عوامل ریسک دیگر آلزایمر عبارتند از ترومای سر، افسردگی بالینی و فشار خون بالا. روند این بیماری ارتباط زیادی با تشکیل پلاک‌های آمیلوئیدی، توده‌های نوروفیبریلار و از بین رفتن ارتباطات عصبی در مغز دارد. تشخیص آلزایمر با بررسی سابقهٔ بیمار و انجام آزمون شناختی با استفاده از تصویربرداری پزشکی و آزمایش خون برای حذف سایر علل احتمالی انجام می‌شود. علائم اولیه آلزایمر اغلب با سالخوردگی طبیعی اشتباه گرفته می‌شود. برای تشخیص قطعی آلزایمر، آسیب‌شناسی بافت مغز لازم است اما این آزمایش تنها پس از مرگ بیمار می‌تواند انجام شود. تغذیهٔ خوب، فعالیت جسمی و مشارکت اجتماعی به‌طور کلی برای سالخوردگان مفیدند و ریسک بروز افت شناختی و بیماری آلزایمر را نیز کاهش می‌دهند. تا کنون دارو یا مکمّلی که ریسک این بیماری را کاهش بدهد پیدا نشده‌است.
تا کنون راهی برای توقف یا جلوگیری از پیشرفت این بیماری شناخته نشده اما برخی درمان‌ها به بهبود علائم بیماری کمک می‌کنند. بیماران آلزایمر تا حد زیادی متکی به کمک دیگران می‌شوند و بار روانی جسمی و روانی سنگینی به مراقب آن‌ها تحمیل می‌شود. داشتن برنامه ورزش می‌تواند در بهبود فعالیت‌های روزمره بیمار مفید باشد. مشکلات رفتاری یا روان‌پریشی ناشی از دمانس اغلب با داروهای ضدروان‌پریشی مداوا می‌شود اما استفاده از این داروها اغلب توصیه نمی‌شود زیرا فایده چندانی نداشته و ریسک مرگ زودرس را نیز افزایش می‌دهد.
طبق آمار موجود در سال ۲۰۱۵، حدوداً ۲۹/۸ میلیون نفر در سراسر جهان به بیماری آلزایمر مبتلا هستند و در سال ۲۰۲۰ حدود ۵۰ میلیون نفر مبتلا به اشکال مختلف دمانس شناسایی شده‌اند. آلزایمر اغلب اوقات در افراد بالای ۶۵ سال بروز می‌کند اما حدود ۱۰ درصد بیماران دچار آلزایمر زودرس شده و در دهه ۳۰ تا ۶۰ زندگی خود مبتلا می‌شوند. زنان بیشتر از مردان به آلزایمر دچار می‌شوند.
بار مالی بیماری آلزایمر بر جامعه بسیار زیاد و تقریباً برابر با بار مالی سرطان و بیماری قلبی است.
بیماری آلزایمر را اولین بار یک روان‌شناس و عصب‌شناس آلمانی به نام آلویز آلزایمر در سال ۱۹۰۱ شناسایی و توصیف کرد. بیمار او یک زن ۵۰ ساله به اسم «اوت دتر» بود و آلویز آلزایمر این زن را از زمان بستری شدنش در آسایشگاهی در شهر فرانکفورت تا زمان مرگ او در سال ۱۹۰۶ همراهی کرد.
همه ساله در روز ۲۱ سپتامبر یا ۳۰ شهریور، به مناسبت روز جهانی آلزایمر در دنیا مراسم و همایش‌های مختلف برگزار می‌شود.

## نشانه‌ها و علائم بیماری
روند بیماری آلزایمر را معمولاً در سه مرحله توصیف می‌کنند که درخصوص مشکلات شناختی و کارکردی، الگویی پیشرونده دارد. این سه مرحله عبارت‌اند از: اولیه یا خفیف، میانه یا متوسط، و متاخر یا شدید. بیماری آلزایمر، قسمت هیپوکامپ مغز را هدف می‌گیرد که با حافظه مرتبط است و به همین دلیل علائم اولیه این بیماری، نقص حافظه است و با پیشرفت بیماری، نقص حافظه شدت می‌گیرد.

### نخستین علائم

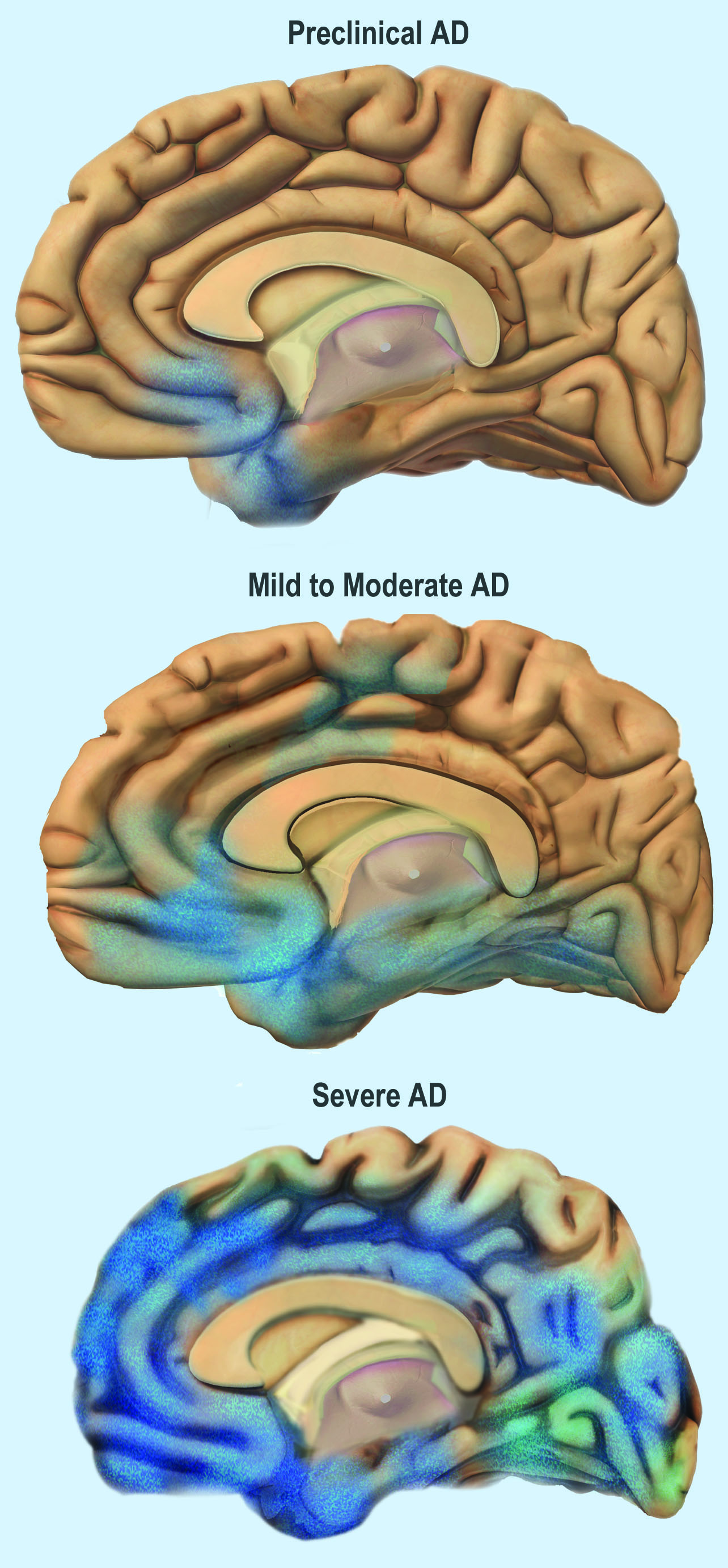
مراحل آتروفی در مغز بیمار مبتلا به آلزایمر

علائم اولیه آلزایمر اغلب به اشتباه به پیری یا استرس نسبت داده می‌شود. آزمایش‌های عصب‌روان‌شناسی می‌تواند مشکلات شناختی خفیف را تا هشت سال پیش از تحقق معیارهای بالینی تشخیص آلزایمر، شناسایی کند. این علائم اولیه می‌تواند بر فعالیت‌های پیچیده روزمره اثر بگذارد. مشهودترین نقص، از دست رفتن حافظه کوتاه‌مدت است که معمولاً به شکل فراموش‌کردن اتفاقات اخیر و ناتوانی از یادگرفتن اطلاعات جدید بروز می‌کند.
مشکلات ظریف در کارکردهای اجرایی مغز مثل توجه، برنامه‌ریزی، انعطاف‌پذیری و تفکر انتزاعی یا نقص در حافظه معنایی (حافظه معناها و روابط مفهومی) نیز می‌تواند نشان‌دهنده مراحل اولیه بیماری آلزایمر باشد. بی‌تفاوتی و افسردگی نیز ممکن است در این مرحله دیده شود که بی‌تفاوتی در کل مراحل این بیماری جزو پایدارترین علائم است. به مرحله پیشابالینی آلزایمر، عنوان اختلال شناختی خفیف (MCI) نیز داده‌اند. این معمولاً مرحله انتقالی میان سالخوردگی طبیعی و دمانس است. MCI می‌تواند با طیف مختلفی از علائم ظاهر شود و هنگامی که از دست رفتن حافظه تبدیل به علامت اصلی و شاخص شود، به آن amnestic MCI گفته می‌شود و معمولاً مرحله مقدماتی بیماری آلزایمر تلقی می‌شود. amnestic MCI به احتمال بالای ۹۰٪ همراه با بیماری آلزایمر است.

### مرحله اولیه
در افراد مبتلا به آلزایمر، نقص فزاینده یادگیری و حافظه در نهایت منجر به تشخیص قطعی بیماری می‌شود. در درصد کمی از مبتلایان، مشکلات در زبان، کارکردهای اجرایی، ادراک (ادراک‌پریشی) یا انجام حرکات (آپراکسی) شاخص‌تر از مشکل حافظه هستند. آلزایمر تمام قابلیت‌های حافظه را به یک اندازه تحت تأثیر قرار نمی‌دهد. خاطرات قدیمی‌تر از زندگی فرد (حافظه رویدادی)، آموخته‌ها (حافظه معنایی) و حافظه ناآشکار (حافظه بدن در مورد نحوه انجام کارها مثلاً استفاده از قاشق و چنگال یا نوشیدن از لیوان) آسیب نسبتاً کمتری می‌بینند.
مشکلات زبانی در این بیماری عمدتاً به شکل کاهش دایره واژگان و فصاحت بروز می‌کند و منجر به ضعف در مهارت‌های شفاهی و کتبی زبان می‌شود. در این مرحله، بیمار معمولاً قادر است ایده‌های اساسی را به قدر کافی منتقل کند. بیمار می‌تواند حرکاتی مثل نوشتن، نقاشی کردن، لباس پوشیدن و غیره را انجام بدهد اما ممکن است در هماهنگی و برنامه‌ریزی برخی حرکات دچار مشکل شود (آپراکسی) که البته چندان محسوس نیست. با پیشرفت بیماری، مبتلایان آلزایمر اغلب می‌توانند بسیاری از کارها را مستقلاً انجام بدهند اما در فعالیت‌هایی که نیازمند توانایی شناختی بالاست، ممکن است نیاز به کمک یا نظارت داشته باشند.

### مرحله میانه
زوال پیشرونده کارکردهای مغز در این بیماری باعث می‌شود که بیمار بعد از مدتی دیگر قادر نباشد رایج‌ترین کارهای روزمره را انجام بدهد. به دلیل ضعف در به یاد آوردن واژگان (نام‌پریشی)، مشکلات گفتاری بیمار مشهود می‌شود و باعث می‌شود فرد در جایگزینی کلمات به مشکل بربخورد (پارافازیا). مهارت‌های خواندن و نوشتن به مرور از دست می‌روند. ترتیب حرکات پیچیده بدن با گذشت زمان و پیشرفت بیماری کاهش می‌یابد و به همین دلیل خطر افتادن بیمار بالا می‌رود. طی این مرحله، مشکلات حافظه بدتر می‌شود و ممکن است بیمار اقوام نزدیک خود را نشناسد. نقص حافظه بلندمدت نیز آغاز می‌شود.

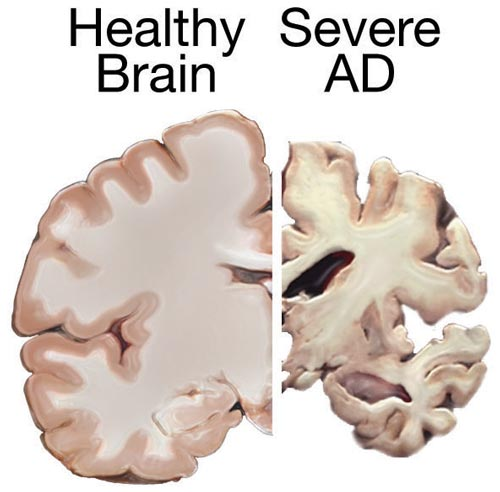
مغز طبیعی در سمت چپ و مغز فرد مبتلا به مراحل آخر آلزایمر در سمت راست

تغییرات رفتاری و روانی-روانشناختی بیمار مشهودتر می‌شود که رایج‌ترین نشانه‌های آن سرگردانی و پرسه‌زنی، کج‌خلقی و زودرنجی، تغییرات عاطفی منجر به گریستن، برون‌ریزی‌های ناگهانی پرخاشگری یا مقاومت در برابر مراقبت دیگران است. نوع خاصی از سرگردانی و بی‌قراری به نام Sundowning نیز ممکن است بروز کند. حدود ۳۰ درصد مبتلایان آلزایمر دچار اختلال تعیین هویت و دیگر اختلالات توهمی می‌شوند. بیمار درک نسبت به پیشرفت بیماری و محدودیت‌های ناشی از آن را از دست می‌دهد (انوسوگنوزیا). ممکن است بی‌اختیاری ادرار ایجاد شود. این علائم برای خانواده و مراقبان بیمار استرس زیادی ایجاد می‌کند که این استرس را می‌توان با انتقال بیمار از منزل به آسایشگاه کاهش داد.

### مرحله آخر
در مرحله نهایی و شدید آلزایمر، بیمار کاملاً به مراقبان خود وابسته می‌شود. قابلیت‌های زبانی محدود به عبارات ساده و حتی کلمات می‌شود و در نهایت بیمار توان سخن‌گفتن را از دست می‌دهد. علیرغم از بین رفتن توانایی‌های زبانی، اغلب بیماران می‌توانند سیگنال‌های عاطفی را دریافت کرده و بازگردانند. هرچند پرخاشگری ممکن است در این مرحله نیز وجود داشته باشد اما بی‌تفاوتی شدید و خستگی مفرط به مراتب شایع‌ترند. بیمار در نهایت قادر نخواهد بود حتی ساده‌ترین کارها را مستقلاً انجام بدهد؛ توده عضلات و توانایی‌های حرکتی بیمار به حدی کاهش پیدا می‌کند که بیمار زمین‌گیر می‌شود و قادر به تغذیه نیست. علت مرگ در این مرحله از بیماری اغلب عاملی بیرونی است مثل عفونت زخم بستر یا سینه‌پهلو، و نه خود بیماری آلزایمر.

## علت بیماری
بیماری آلزایمر هنگامی رخ می‌دهد که مقادیر غیرطبیعی آمیلوئید بتا به صورت خارج‌سلولی در قالب پلاک آمیلوئیدی و پروتئین تاو، و به‌صورت داخل‌سلولی در قالب توده‌های نوروفیبریلار در مغز ایجاد می‌شود و بر عملکرد عصبی و ارتباطات مغز تأثیر می‌گذارد و منجر به نابودی تدریجی عملکرد مغز می‌شود. این تغییر در توانایی پاکسازی پروتئین (اتوفاژی) مربوط به سن است، توسط کلسترول تنظیم می‌شود و با دیگر بیماری‌های زوال عصبی نیز مرتبط است.
علت اغلب موارد آلزایمر هنوز عمدتاً ناشناخته است، به جز ۱ تا ۲ درصد موارد که در آن‌ها تفاوت‌های ژنتیک تعیین‌کننده شناسایی شده‌است. تا کنون چندین فرضیه مختلف برای توضیح علت شکل‌گیری این بیماری مطرح شده‌است.

### ژنتیک
فقط ۱ تا ۲ درصد موارد آلزایمر موروثی است. این موارد به عنوان ظهور زودرس و خانوادگی آلزایمر شناخته می‌شود که در سن بسیار پایین ظاهر می‌شود و سرعت پیشرفت بالاتری هم دارد. ظهور زودرس و خانوادگی آلزایمر را می‌توان منتسب به جهش در یکی از این سه ژن دانست: ژن‌های مربوط به پروتئین پیش‌ساز آمیلوئید بتا (APP) و پرسنیلین‌های PSEN1 و PSEN2. اغلب جهش‌ها در ژن‌های پرسنیلین باعث افزایش تولید پروتئین کوچکی به نام آمیلوئید بتا می‌شود که عنصر اصلی شکل‌گیری پلاک‌های آمیلوئیدی است. برخی از جهش‌ها صرفاً نسبت میان آمیلوئید بتا و دیگر شکل‌های اصلی (به‌خصوص Aβ۴۰) را تغییر می‌دهند و سطح آمیلوئید بتا را عوض نمی‌کنند. دو ژن دیگر که با آلزایمر ژنتیک مرتبط هستند، ABCA7 و SORL1 نام دارند.
اغلب موارد آلزایمر موروثی نیستند و اصطلاحا آلزایمر پراکنده خوانده می‌شوند که عوامل ریسک مختلفی از جمله عوامل محیطی و ژنتیک ممکن است در آن‌ها نقش داشته باشد. اغلب موارد پراکنده آلزایمر، برخلاف موارد خانوادگی، در سنین بالاتر از ۶۵ سال ظاهر می‌شود. کمتر از ۵ درصد موارد پراکنده آلزایمر ظهور زودرس دارد. قوی‌ترین عامل ریسک ژنتیک در آلزایمر پراکنده، آپولیپوپروتئین ایی۴ (APOEε۴) است. این پروتئین یکی چهار الل آپولیپوپروتئین ایی (APOE) است. APOE نقش بسیار مهمی در پیوند لیپید پروتئین‌ها در ذرات لیپوپروتئین دارد و الل epsilon4 این عملکرد را مختل می‌کند. بین ۴۰ تا ۸۰ درصد مبتلایان آلزایمر حداقل یک الل APOEε۴ دارند که ریسک ایجاد این بیماری را در هتروزیگوت‌ها تا ۳ برابر و در هوموزیگوت‌ها تا ۱۵ برابر افزایش می‌دهد. در آلزایمر هم مثل بسیاری از بیماری‌ها دیگر، اثرات محیطی و عوامل ژنتیک منجر به نفوذ ناکامل (incomplete penetrance) می‌شود. برای مثال، در بخشی از مردمان نیجریه، ارتباطی میان مقدار APOEε۴ و بروز آلزایمر زودرس مشاهده نشده‌است. تلاش‌های اولیه برای بررسی ۴۰۰ ژن که گمان می‌رفت با بروز آلزایمر پراکنده در سنین بالا مرتبط باشند هم نتیجه چندانی نداشت. مطالعات هم‌خوانی سراسر ژنوم در سال‌های اخیر، ۱۹ ناحیه در ژن‌ها را پیدا کرده‌اند که به نظر می‌رسد بر ریسک بروز آلزایمر موثرند. این ژن‌ها عبارتند از: CASS4, CELF1, FERMT2, HLA-DRB5, INPP5D, MEF2C, NME8, PTK2B, SORL1, ZCWPW1, SLC24A4, CLU, PICALM, CR1, BIN1, MS4A, ABCA7, EPHA1, and CD2AP.
الل در ژن TREM2 ریسک ابتلا به آلزایمر را ۳ تا ۵ برابر افزایش می‌دهد. گمان بر این است که در برخی واریاسیون‌های TREM2، گلبول‌های سفید در مغز دیگر قادر به کنترل مقدار آمیلوئید بتا نیستند. بسیاری از چندریختی‌های تک-نوکلئوتید (SNPs) با بیماری آلزایمر همراه هستند.

### جهش اوساکا
تحقیق بر روی بیماری آلزایمر خانوادگی در یک خاندان ژاپنی، نشان داد که میان حذف رمز ۶۹۳ پروتئین پیش‌ساز آمیلوئید بتا (APP) و ایجاد آلزایمر ارتباط وجود دارد. این جهش و همراهی آن با آلزایمر اولین بار در سال ۲۰۰۸ گزارش شد و به نام جهش اوساکا شناخته می‌شود. فقط هوموزیگوت‌های دارای این جهش مبتلا به آلزایمر می‌شوند. جهش اوساکا الیگومریزاسیونAβ را تسریع می‌کند اما پروتئین‌ها فیبریل آمیلوئیدی تشکیل نمی‌دهند و تبدیل به پلاک آمیلوئیدی می‌شوند که حاکی از آن است که الیگومریزاسیونAβ علت ایجاد آلزایمر است و نه فیبریل‌ها. موش‌های آزمایشگاهی که دارای این جهش ژنتیکی هستند، همگی پاتولوژی معمول بیماری آلزایمر را نشان داده‌اند.

### فرضیه کولینرژیک
قدیمی‌ترین فرضیه که اغلب درمان‌های دارویی مبتنی بر آن هستند، فرضیه کولینرژیک است که می‌گوید آلزایمر به علت کاهش سنتز ناقل‌های عصبی استیل‌کولین ایجاد می‌شود. این فرضیه نتوانسته حمایت علمی گسترده‌ای به دست بیاورد زیرا داروهایی که با هدف درمان کمبود استیل‌کولین تجویز می‌شوند اثربخشی چندانی بر آلزایمر نداشته‌اند.

### فرضیه آمیلوئید
در فرضیه آمیلوئید (۱۹۹۱) این موضوع مطرح می‌شود که تجمع آمیلوئید بتای (Aβ) خارج‌سلولی، علت اصلی آلزایمر است. پشتوانه این فرضیه، جایگاه ژن مربوط به پروتئین پیش‌ساز آمیلوئید بتا روی کروموزوم ۲۱ و این واقعیت است که تقریباً تمامی افراد مبتلا به سندروم داون که یک دوز ژن اضافه دارند، در حدود ۴۰ سالگی حداقل علائم اولیه آلزایمر را بروز می‌دهند. همچنین، یک ایزوفرم مشخص از آپولیپوپروتئین (APOE4) عامل ریسک مهمی در آلزایمر است. آپولیپوپروتئین فروشکستن آمیلوئید بتا را افزایش می‌دهد اما برخی ایزوفرم‌های آن مثل APOE4 در انجام این کار چندان مؤثر نیستند که باعث جمع‌شدن آمیلوئید اضافی در مغز می‌شود.

### فرضیه تاو

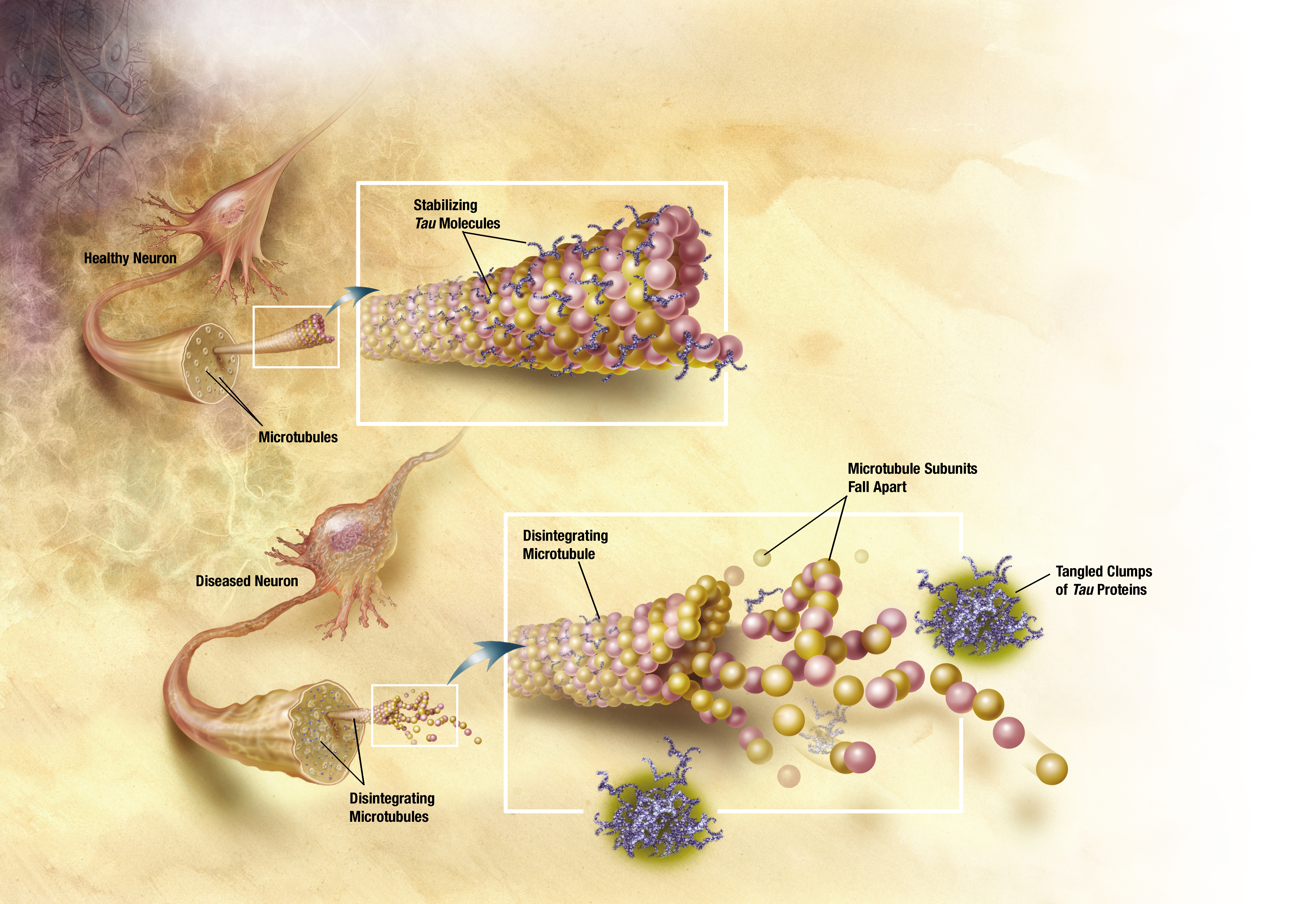
در بیماری آلزایمر، تغییرات پروتئین تاو باعث تجزیه ریزلوله‌های سلول‌های مغز می‌شود.

فرضیه تاو پیشنهاد می‌کند که نابهنجاری‌های پروتئین تاو باعث شروع حرکت آبشاری بیماری آلزایمر می‌شود. در این فرضیه، پروتئین تاو دچار هیپرفسفریلاسیون (فرافسفرگیری) شده و شروع به برقراری پیوند با دیگر تارهای پروتئین تاو می‌کند و رشته‌های مارپیچ می‌سازد. در نهایت، توده‌های نوروفیبریلار در داخل سلول‌های عصبی شکل می‌گیرد که در اثر آن، ریزلوله سلول تجزیه شده و ساختار اسکلت سلولی و به تبع آن سیستم انتقال عصبی فرد نابود می‌شود. این امر در وهله اول موجب اختلال در ارتباطات بیوشیمی میان سلول‌های عصبی و در مرحله بعد منجر به مرگ این سلول‌ها می‌شود.

### فرضیه التهاب
در برخی از تحقیقات اشاره شده که کژتابی آمیلوئید بتا و پروتئین تاو منجر به ایجاد استرس اکسیداتیو و در نتیجه التهاب مزمن می‌شود و با پاتولوژی آلزایمر مرتبط است. التهاب عصبی جزو مشخصات سایر بیماری‌های زوال عصبی از جمله پارکینسون و ای ال اس نیز هست. عفونت‌های اسپیروکت را نیز به دمانس مرتبط دانسته‌اند.
اختلالات خواب یکی از عوامل ریسک احتمالی بیماری آلزایمر است. پیش از این مشکلات خواب را پیامد آلزایمر می‌دانستند اما تحقیقات حاکی از آن است که اختلال خواب بیشتر جزو علل ایجادکننده این بیماری است. تصور بر این است که اختلالات خواب با التهاب پایدار مرتبط است. برخی پیشنهاد کرده‌اند که عفونت مزمن لثه و میکروبیوتای روده نیز احتمالاً در ایجاد آلزایمر نقش دارند.

## پاتوفیزیولوژی

### آسیب‌شناسی عصبی
یکی از مشخصات بیماری آلزایمر، نابود شدن نورون‌ها (سلول‌های عصبی) و سیناپس‌ها در قشر مغز و برخی مناطق زیرقشری مغز است. نابودی این سلول‌ها منجر به آتروفی شدید در مناطق درگیر می‌شود از جمله دژنراسیون (تخریب) در لوب گیجگاهی و لوب آهیانه‌ای، و بخش‌هایی از لوب پیشانی و قشر سینگولیت. دژنراسیون در هسته‌های ساقه مغز نیز ظاهر می‌شود به خصوص در لوکوس سیرولئوس واقع در پل مغز. تصاویر ام آر آی و پت اسکن افراد مبتلا به آلزایمر نشان داده‌است که پیشرفت نقص شناختی در این افراد، همراه با کاهش تدریجی اندازه قسمت‌های مشخصی از مغز آن‌ها بوده‌است.
در میکروسکوپی مغز مبتلایان به آلزایمر، پلاک‌های آمیلوئید بتا و توده‌های نوروفیبریلار به وضوح قابل مشاهده هستند، به خصوص در هیپوکامپ. البته آلزایمر ممکن است بدون ایجاد توده‌های نوروفیبریلار در نئوکورتکس ایجاد شود. پلاک‌های آمیلوئید بتا اجسام سفت و حل‌نشدنی متشکل از پپتید آمیلوئید بتا و مواد سلولی در خارج و پیرامون سلول‌های عصبی است. توده‌های نوروفیبریلار، حاصل تراکم پروتئین‌های تاو است که دچار فرافسفرگیری شده و درون خود سلول‌ها جمع می‌شود. هرچند این پلاک‌ها و توده‌ها بر اثر سالخوردگی در مغز افراد زیادی ایجاد می‌شود اما مغز تعداد آن‌ها در مغز مبتلایان به آلزایمر بیشتر است و در مناطق مشخصی از مغز مثل لوب گیجگاهی شکل می‌گیرد. ایجاد جسم لویی در مغز مبتلایان آلزایمر نیز نادر نیست.

### بیوشیمی

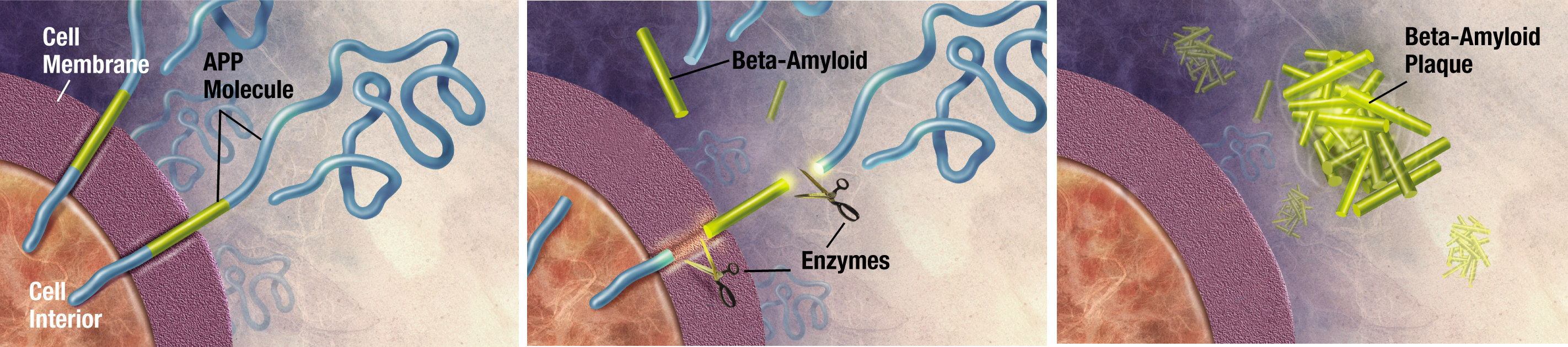
آنزیم‌ها بر روی «پروتئین پیش‌ساز آمیلوئید بتا» اثر گذاشته و آن را به بخش‌های کوچک‌تری تقسیم می‌کنند. تکه‌های آمیلوئید بتا باعث تشکیل پلاک‌های آمیلوئید می‌شود که جزو شاخصه‌های بیماری آلزایمر است.

آلزایمر به عنوان یکی از بیماری‌های تاخوردگی اشتباه پروتئین (پروتئوپاتی) شناخته شده که بر اثر جمع‌شدن پروتئین‌های تاخورده آمیلوئید بتا در قالب پلاک‌های آمیلوئیدی و پروتئین‌های تاو در قالب توده‌های نوروفیبریلار در مغز ایجاد می‌شود. پلاک‌ها متشکل از پپتیدهای کوچک هستند که ۳۹ تا ۴۳ آمینواسید طول دارد و آمیلوئید بتا (Aβ) نامیده می‌شود. آمیلوئید بتا تکه‌ای از پروتئینی بزرگ‌تر به نام پروتئین پیش‌ساز آمیلوئید بتا (APP) است که یک پروتئین تراغشائی است و به غشای سلول‌های عصبی نفوذ می‌کند. APP برای رشد، بقا و ترمیم سلول عصبی ضروری است. در بیماری آلزایمر، دو آنزیم گاما سکرتاز و بتا سکرتاز در روند پروتئین‌کافت با یکدیگر عمل می‌کنند که باعث می‌شود APP به بخش‌های کوچک‌تری تقسیم شود. این بخش‌های کوچک‌تر ابتدا به شکل فیبریل‌های آمیلوئید و سپس به شکل توده‌هایی در خارج از سلول‌های عصبی درمی‌آیند که به آنها پلاک آمیلوئیدی گفته می‌شود.
آلزایمر یک نوع تائوپاتی (تخریب پروتئین تاو) هم تلقی می‌شود چون بر اثر تجمیع غیرطبیعی پروتئین تاو به وجود می‌آید. هر سلول عصبی یک اسکلت دارد که از ساختارهایی به نام ریزلوله تشکیل شده؛ این ریزلوله‌ها مانند ریل عمل می‌کنند و مواد مغذی را از بدنه سلول به انتهای آکسون برده و برمی‌گردانند. پروتئین تاو یک پروتئین مرتبط با ریزلوله‌های سلولی است که به آنها متصل شده و در تثبیت و انسجام ساختمان آنها نقش دارد. این پروتئین در اتصال واحدهای مونومر توبولین و تشکیل شبکه میکروتوبولی در سلول عصبی اهمیت داشته و نقش مهمی در حفظ شکل سلول عصبی و پدیده انتقال آکسونی و در نتیجه زنده‌ماندن سلول عصبی ایفا می‌کند. فرافسفرگیری پروتئین تاو در اثر افزایش فعالیت آنزیم‌های پروتئین کیناز یا کاهش فعالیت آنزیم فسفاتاز، یکی دیگر از خصوصیات پاتوفیزیولوژیکی بیماری آلزایمر محسوب می‌شود که منجر به اضافه‌شدن ریشه فسفات به پروتئین تاو و جدا شدن پروتئین تاو هیپرفسفریله از ساختمان ریزلوله‌ها می‌شود. به دنبال جدایی این پروتئین‌ها، واحدهای مونومر توبولین از ریزلوله‌ها جدا گردیده و پدیده انتقال آکسونی که برای زنده‌ماندن سلول عصبی ضروری است به علت از بین رفتن انسجام ریزلوله‌ها متوقف می‌شود و به دنبال آن مرگ سلولی پیش می‌آید. پروتئین‌های تاو جداشده در داخل سلول عصبی تجمع یافته و توده‌های نوروفیبریلاری را تشکیل می‌دهند.

## درمان بیماری آلزایمر

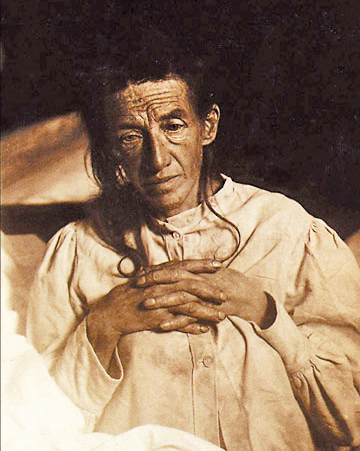
آگوست دتر. بیمار آلویس آلزایمر در نوامبر 1901، اولین بیمار مبتلا به آلزایمر را توصیف کرد.

در حال حاضر درمان بیماری آلزایمر بیشتر شامل درمان‌های علامتی، درمان اختلالات رفتاری و داروهای کاهنده سیر پیشرفت بیماری است.

### کنترل‌های دارویی
گرچه هنوز درمانی برای بیماری آلزایمر وجود ندارد اما با استفاده از داروها می‌توان سرعت پیشرفت بیماری را کند کرد و از شدت اختلال حافظه و مشکلات رفتاری بیمار کاست. داروهای مورد تأیید برای بیماری آلزایمر شامل موارد زیر است:
داروهای آرامبخش و ضد جنون: اگر با روش‌های غیر دارویی نتوان رفتارهای آزاردهنده، بی‌قراری و پرخاشگری بیمار را کمتر کرد می‌توان از داروهای جدید ضد جنون مثل اولانزاپین، کوئنتیاپین و ریسپریدون استفاده کرد. گاهی اوقات افسردگی سبب پرخاشگری بیمار است که با استفاده از داروهای ضد افسردگی مثل فلوکستین می‌توان آن را درمان کرد.
داروهای ضد کولین استراز: در بیماری آلزایمر مقدار استیل کولین که یکی از واسطه‌هایی شیمیایی مداخله گر در حافظه‌است کم می‌شود. داروهای مختلفی برای افزایش مقدار استیل کولین پایانه‌های عصبی استفاده می‌شوند از جمله ریواستیگمین (Exelon)، دانپزیل (Aricept)، و گالانتامین (Razadyne). این داروها سبب بهبود حافظه، عملکرد شناختی و عملکرد اجتماعی بیمار می‌شوند. این داروها تا حدودی رفتارهای غیرطبیعی بیمار را نیز اصلاح می‌کنند. مشکل عمده این داروها عوارض گوارشی، تهوع، استفراغ، دل پیچه و اسهال است که با افزایش تدریجی دارو، مصرف همراه صبحانه و شام و با مایعات یا آب‌میوه از شدت عوارض کاسته می‌شود.
ممانتین(Ebixa, Namenda): داروی دیگری که در درمان موارد متوسط تا شدید بیماری آلزایمر استفاده می‌شود و تا حدودی هم اثرات محافظتی بر روی سلول‌های مغزی دارد ممانتین است. این دارو نیز سبب بهتر شدن توانایی شناختی و حافظه بیمار می‌شود. گیجی و منگی مهم‌ترین عوارض این دارو هستند. دارو را می‌توان همراه با غذا مصرف کرد.
داروهایی که اثر بخشی آن‌ها به تأیید نرسیده‌است: داروها مختلف شیمیایی و گیاهی وجود دارند که بر اساس برخی مطالعات برای بیماری آلزایمر توصیه شده‌اند اما اثر بخشی آنها هنوز به تأیید نرسیده‌است. ویتامین‌ها مثل ویتامینE، ویتامین‌های گروه ب، امگا ۳، استروژن، جینکوبیلوبا، داروهای ضد التهاب مثل بروفن از این دسته داروها هستند.
رژیم غذایی سالم شامل مصرف روزانه سبزی و میوه و کاهش مصرف چربی‌های اشباع به علاوه مصرف مناسب مواد غذایی حاوی ویتامین‌های «آ، سی و ای» یکی از راه‌های مهم پیشگیری از آلزایمر است.
گاما سکرتاز سابقاً برای درمان آلزایمر مورد آزمایش قرار گرفته بود.
اخیراً محققان آمریکایی با بررسی نتایج یک پژوهش دریافته‌اند که داروهای فشار خون که برای درمان بیماران مبتلا به فشار خون بالا استفاده می‌شود، خطر بروز آلزایمر را در افراد کاهش می‌دهد. این احتمال وجود دارد که فشار خون بالا اثر حفاظتی داشته باشد یا ممکن است چیزی که افراد مبتلا به فشار خون بالا اغلب در معرض آن قرار می‌گیرند مانند داروهای فشار خون از آن‌ها در برابر ابتلا به آلزایمر محافظت می‌کند.

## یک گام در درمان بیماری
پژوهشگران دانشگاه ام آی تی آمریکا یک قدم در راه درمان بیماری برداشته‌اند. آن‌ها با تابش ال ای دی دارای بسامد ۴۰ هرتز برروی موش‌های آزمایشگاهی، مشاهده کرده‌اند که پلاک‌های بتا آمیلوئید بمیزان ۴۰ تا ۵۰ درصد کاهش داشته و همچنین از سطح پروتئین تاو نیز کاسته شده‌است. این یافته‌ها در حالی بدست می‌آید که دیگر بسامدها، بین ۲۰ تا ۸۰ هرتز تأثیری را در پی نداشته‌است. برنامه‌ریزی برای آزمایش برروی انسان در شرایط تدارک قراردارد.

## آلزایمر و تغذیه
پژوهشگران دانشگاه پزشکی شیکاگو با بررسی عادت غذایی ۶۰۰۰ نفر دریافتند که آن دسته از افرادی که دچار مشکلات فراموشی و نظایر آن نیستند، در عادت غذایی خود غذاهای سرشار از ویتامین ای گنجانده‌اند. ویتامین ای، رادیکال‌های آزاد را که محتملاً می‌توانند به سلول‌های مغز آسیب بزنند، مهار می‌کند.

## آلزایمر و گروه‌های خونی
گروه خونی افراد می‌تواند در ابتلای آن‌ها به بیماری‌های زوال شناختی مانند آلزایمر تأثیرگذار باشد. گروه خونی نقش مهمی در رشد سیستم ایمنی بدن ایفا کرده و ممکن است باعث خطر بالاتر ابتلا به زوال شناختی شود. افراد دارای گروه خونی O از ماده خاکستری بیشتری در مغز خود نسبت به گروه‌های خونی A ,B و AB برخوردارند که این امر به حفاظت در برابر بیماری‌هایی مانند آلزایمر کمک خواهد کرد. دارندگان گروه خونی O از ماده خاکستری بیشتری در بخش خلفی مخچه برخوردارند. در مقایسه، افراد با گروه‌های خونی A, B یا AB دارای حجم کوچکتری از ماده خاکستری در مناطق تمپورال و لیمبیک مغز از جمله هیپوکامپ چپ هستند که یکی از نخستین بخشهایی از مغز است که در اثر آلزایمر، آسیب می‌بیند.

## ارتباط هِم و هموگلوبین با آلزایمر
مشخص شده، فعالیت ایمنی سلول‌های آستروسیت به عنوان سلول‌هایی که آمیلوئیدهای بتا را فاگوسیت کرده و از طرفی با بیان سایتوکین‌ها باعث ایجاد التهاب می‌شوند با بیماری آلزایمر در ارتباط است.
طبق مطالعات انجام شده، فاکتورهای خونی هِم و هموگلوبین هر دو در بافت مغز افراد مبتلا به آلزایمر افزایش می‌یابد. تأثیر این دو فاکتور خونی بر روی آستروسیت‌ها به این صورت است که هِم و هموگلوبین باعث کاهش بیان سایتوکین‌ها می‌شود و در حضور این دو فاکتور میزان ورود آمیلوئیدهای بتا به درون سلول‌های آستروسیت کاهش پیدا می‌کند. از طرفی بیان گیرنده‌های سطح سلول آستروسیت بنام CD36 در حضور هِم و هموگلوبین نیز کاهش پیدا می‌کند.
همچنین تأثیر هِم و هموگلوبین به آمیلوئید بتا به این صورت است که، به نسبت ۲:۱ برای هِم و ۱:۱ برای هموگلوبین متصل می‌شوند و بر روی مورفولوژی آمیلوئیدهای بتا اثر گذاشته که باعث ایجاد فرم التهابی آن می‌شوند. از طرفی هِم و هموگلوبین به آمیلوئیدهای بتا با وزن مولکولی بالا وصل می‌شوند.

## پیشگیری
هنوز راه ثابت شده‌ای برای جلوگیری از ابتلاء به آلزایمر وجودندارد، چراکه عامل یا عوامل اصلی این بیماری ناشناخته است. پژوهش‌ها نشان می‌دهند که دیابت و هر بیماری دیگری که بر قند خون تأثیر داشته باشد، در عملکرد مغز و سیستم اعصاب اختلال وارد می‌کند. افزایش قند خون، سبب افزایش سطح آمیلوئید بتا در بدن بیمار می‌شود. آمیلوئید بتا نشان دهنده پپتیدهایی از اسید آمینه هستند که مهم‌ترین جزء پلاک‌های آمیولوئید در مغز بیماران مبتلا به آلزایمر به‌شمار می‌آیند. با اینحال یکی از بهترین راه‌هایی که امروزه برای پیشگیری از ابتلاء به آلزایمر بیان می‌شود، همان راه‌هایی است که برای کاهش خطر ابتلاء به بیماری‌های قلبی بیان می‌شوند. کنترل موارد مهمی که بر سلامت قلب تأثیر دارد، مانند، فشارخون بالا، چاقی و دیابت ممکن‌است بتواند به پیشگیری از ابتلاء به آلزایمر کمک کند. افزایش تحرک و فعالیت جسمی، روابط اجتماعی و رژیم غذایی سالم می‌تواند، خطر ابتلاء به آلزایمر را کاهش دهد. برای پیشگیری، استفاده از ذهن مثل یادگیری دو زبان و حل جدول، معاشرت با دیگران، انتخاب زندگی سالم، کنترل کلسترول، جلوگیری از چاقی، تغذیه سالم، مصرف امگا ۳ و ماهی، ورزش کردن و توجه به فشار و قند و پیشگیری از ضربه سر کمک کننده است. بیماری لثه می‌تواند مشکل حافظه در بیماران آلزایمری را تشدید کند. محققین دریافته‌اند زوال عقل در افرادی که توامان آلزایمر و بیماری لثه دارند سریعتر است. پیشرفت آلزایمر ناشی از التهاب حاصل از افزایش سلول‌های ایمنی موسوم به میکروگلیا در مغز است و در صورت جلوگیری از این التهاب، پیشرفت بیماری متوقف می‌شود. نتایج یک تحقیق نشان می‌دهد توقف تولید سلول‌های ایمنی جدید در مغز می‌تواند اختلال حافظه را که در بیماری آلزایمر مشاهده می‌شود، کاهش دهد.

### راه‌های تشخیص
چنانچه شخص ۴ یا ۵ نشانه زیر را داشته باشد، باید به پزشک مراجعه کند.
1. اختلال حافظه که فعالیت‌های روزانه را دچار اشکال می‌کند.
2. مشکلات در انجام کارهای عادی مثلاً فراموش می‌کند، غذا بپزد.
3. ضعف بیان و استفاده از کلمات نامناسب برای صحبت کردن
4. گم کردن زمان مکان مثلاً روز و شب
5. کاهش قضاوت (اختلال در تصمیم‌گیری)
6. اختلال تفکر ذهنی (حساب‌های مالی – ارقام)
7. جابه‌جا گذاشتن اجسام مثلاً ساعت را روی گاز می‌گذارد
8. تغییرات در حالت و رفتار (خنده – گریه – عصبانیت)
9. انگیزه را از دست می‌دهند و بی‌توجه می‌شوند
10. تغییر شخصیت (منزوی شدن – عصبانی شدن)

- اخیراً محققان کالج لندن در انگلستان موفق به شناسایی پروتئینی در خون شده‌اند که عامل توسعه اختلال شناختی است و بسیار قبل تر از مشاهده علایم آلزایمر، می‌تواند بیماری را پیش‌بینی کند. نتایج این پژوهش که روی بیش از یکهزار پروتئین خونی در ۲۱۲ داوطلب صورت گرفته‌است، نشان می‌دهد که پروتئین MAPKAPK5 در خون افرادی که به آلزایمر مبتلا می‌شوند، کمتر از افراد عادی است.[۱۰۰]

یکی دیگر از روش‌های جدید تشخیص زودهنگام آلزایمر از طریق بزاق است. با بررسی سطح هورمون استرس در بزاق می‌توان احتمال آلزایمر و زوال عقل در سالمندان را تشخیص داد.
- نوع فرعی زوال عقل:

1. با آغاز زودرس: اگر آغاز آن در ۱۵ سالگی یا پایین‌تر است.
2. با آغاز دیررس: اگر آغاز آن پس از ۱۵ سالگی است.